# Marjorie Noël
 (avril 2010).
Si vous disposez d'ouvrages ou d'articles de référence ou si vous connaissez des sites web de qualité traitant du thème abordé ici, merci de compléter l'article en donnant les références utiles à sa vérifiabilité et en les liant à la section « Notes et références ».
Pour les articles homonymes, voir Noël (homonymie).
Marjorie Noël est une chanteuse française née le 29 décembre 1945 à Bayeux et morte le 30 avril 2000 à Paris. 

## Biographie
Marjorie Noël, Françoise Simone Monique Nivot de son vrai nom, est née le 29 décembre 1945 à Bayeux. Elle épouse le 27 juillet 1968 à Apt (Vaucluse) Robert Stroppiana (mort en octobre 2007), avec qui elle a deux fils. Elle meurt le 30 avril 2000, inhumée au Cimetière de Cheval-Blanc près de Cavaillon dans le Vaucluse.
Marjorie devint chanteuse après avoir pris des cours de chant et de mise en scène avec Bruno Sartène et Mme Jeanne Bertille. En octobre 1963, elle enregistra au Studio Régence deux titres avec Bruno Sartène : Laisse moi m'habituer à t'oublier et Tu n'as pas le choix. C'est cet enregistrement qui lui ouvrit les portes du label discographique Barclay. Sous ce label, elle fut toujours accompagnée par le chef d'orchestre Michel Colombier.
En 1965, à Naples, elle participa au Grand Prix de l'Eurovision pour Monte-Carlo avec une chanson de Raymond Bernard et Jacques Mareuil, Va dire à l'amour, elle eut un classement très honorable (9e) face à la déferlante envers la chanson de Serge Gainsbourg Poupée de cire, Poupée de son, interprétée par France Gall. En juin 1965, elle participa à la « Rose d'Or d'Antibes », où elle fut demi-finaliste avec Des filles et des Fleurs.
Elle fut une idole de la chanson au Japon, où elle enregistra une dizaine de 33 tours. Certains de ses succès sont devenus au Japon et en Corée des standards toujours repris par les plus grandes vedettes de ces deux pays.
Elle enregistra aussi pour l'Allemagne deux titres en allemand, et certains de ses succès furent distribués sous licence au Mexique. Elle participera à de nombreux concours et galas, {Eurovision 1965 à Naples, Rose d'or d'Antibes 1965 (demi-finaliste), parrainée par Charles Trenet).
Elle quitte le show-biz en 1968, elle épouse cette même année Robert Stroppiana avec qui elle aura deux fils (Franck en février 1969 et Olivier en juin 1971). Femme profondément humaine, elle gardera jusqu'à la fin de sa vie cet amour des gens, son sourire indépendamment des épreuves, et une grande force qu'elle transmettra à ses deux fils. Le 30 avril 2000, elle meurt à Paris dans le 10e arrondissement. Elle repose dans le petit village de Cheval-Blanc au pied du Luberon (Vaucluse).

## Discographie
Elle a sorti 7 super 45 tours (EP) chez Barclay :
- Va dire à l'amour (Eurovision 1965), Non docteur, Bonjour mon amour, De trop mentir
- Si j'étais plus jolie qu'elle, Sur la plage, Dans le même wagon, Je suis trop timide
- Tu vas partir, Trop difficile, Ma première chanson, Ma première peine
- Les porte-clés, 3 petites lumières, pigeon vole, dans ses yeux
- Fais attention, En lettres d'or, Comme c'est loin, Quand j'ai fait ce disque
- Je te dis mon âge, Les filles et les fleurs, Je me souviens, C'est la dernière année
 (Pour s'amuser un animateur de radio a diffusé la chanson "Je te dis mon âge" 5 fois de suite… pour savoir son âge).
- Au temps des princes charmants, Un ami, Mais toi m'attendras-tu ?, etc.